# Юзеф Хелмонський
Ю́зеф Хелмо́нський (пол. Józef Chełmoński; 7 листопада 1849 — 6 квітня 1914) — польський маляр-пейзажист.
Студіював у Варшаві та Мюнхені; у 1876—1887 роках жив і працював у Парижі. У 1869—1908 роках часто відвідував Україну. Значну частину творів Юзефа Хелмонського становила його «Україніяна».
Твори на українські теми:
- «Повернення з балю» (1873)
- «Українські дівчата»
- «Під дощем»
- «В степу»
- «Четверня́ серед заметів»
- «Українська бричка» (1873–74)
- «Нічний сторож» (1875)
- «Відлига»
- «Четверня» (1873 і 1881)
- «Дністер уночі» (1906)
- «Могила» (1912)

## Галерея

Четвірка, 1881
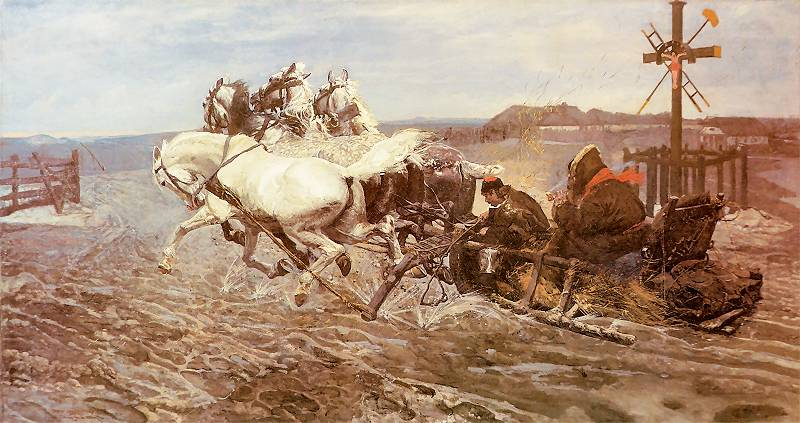
Спомин з подорожі по Україні, 1877
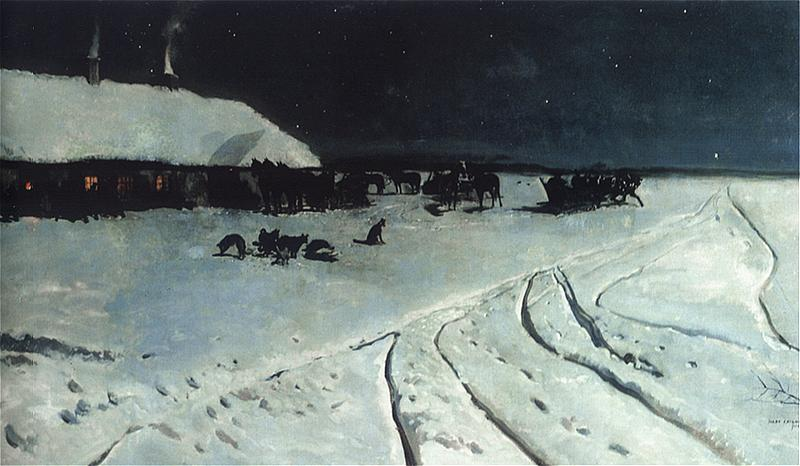
Українська ніч, 1877
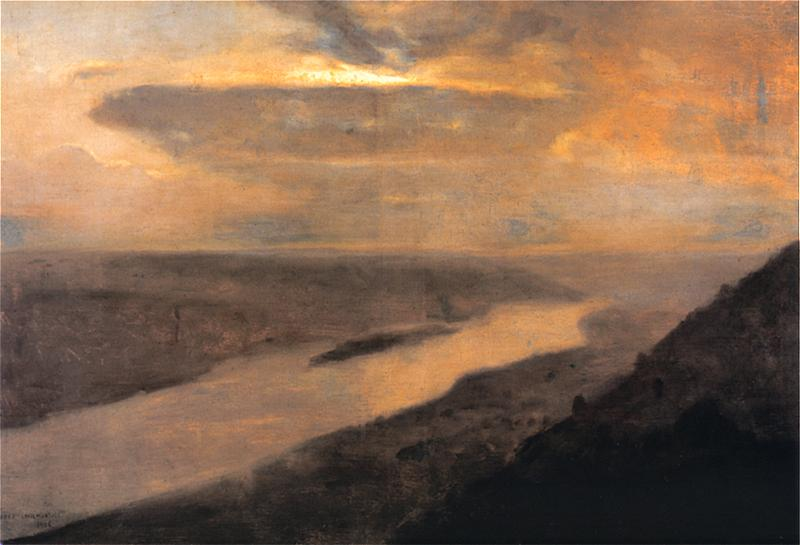
Дністер уночі, 1906
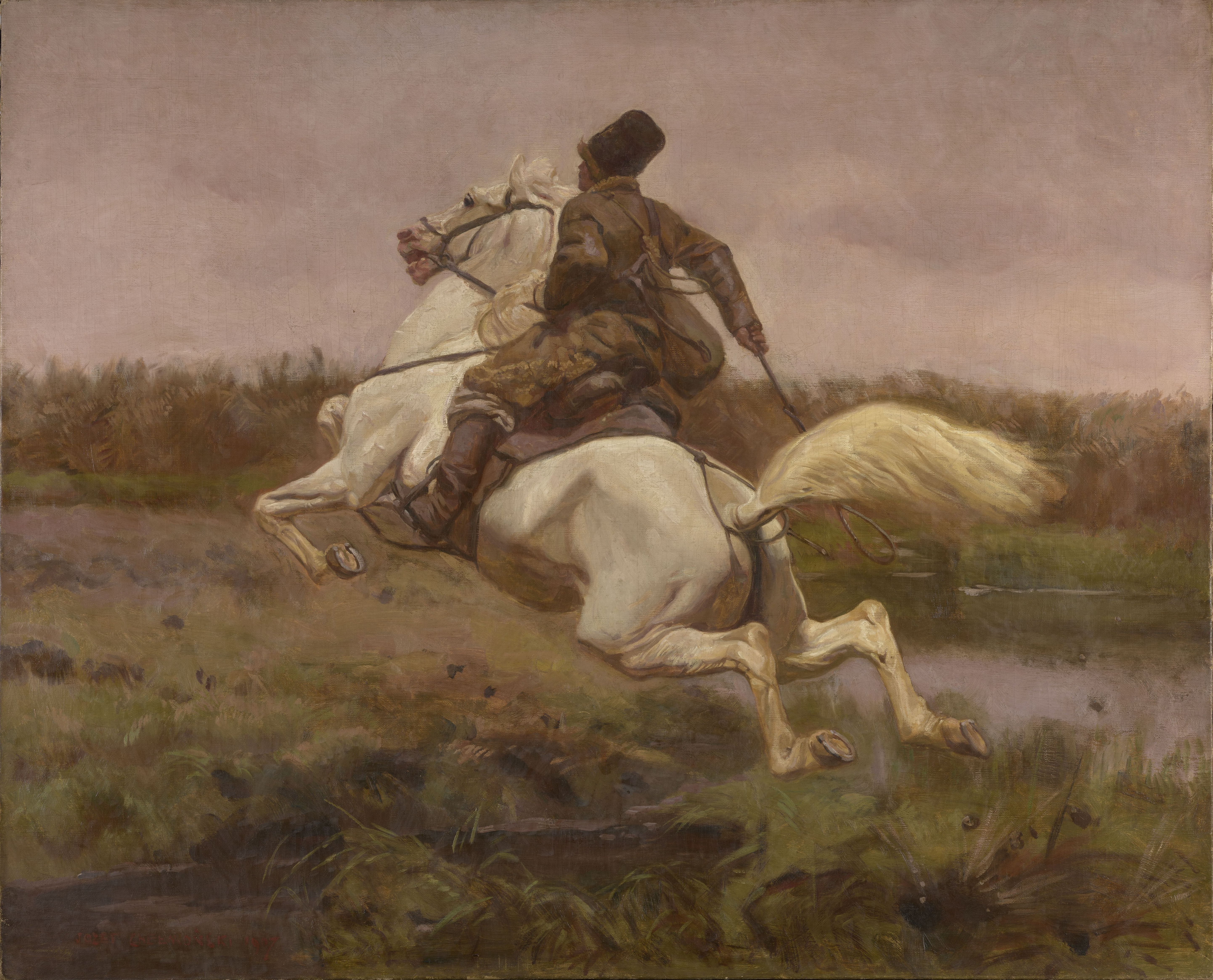
Козак на коню, 1907
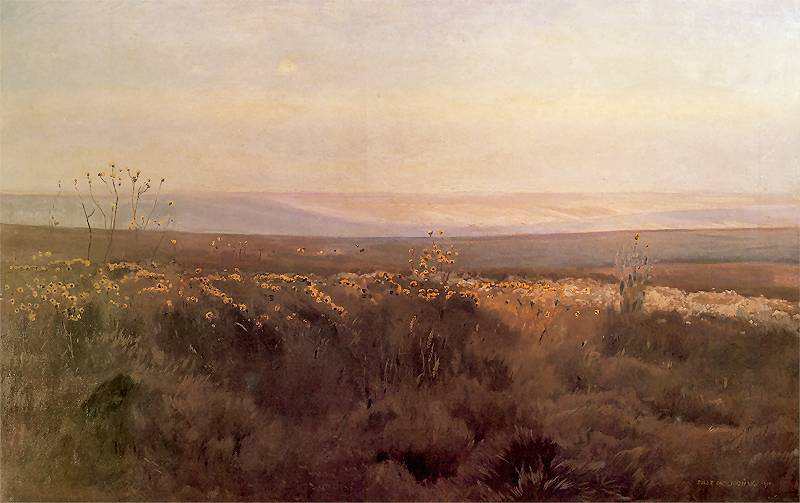
Подільський пейзаж, 1910
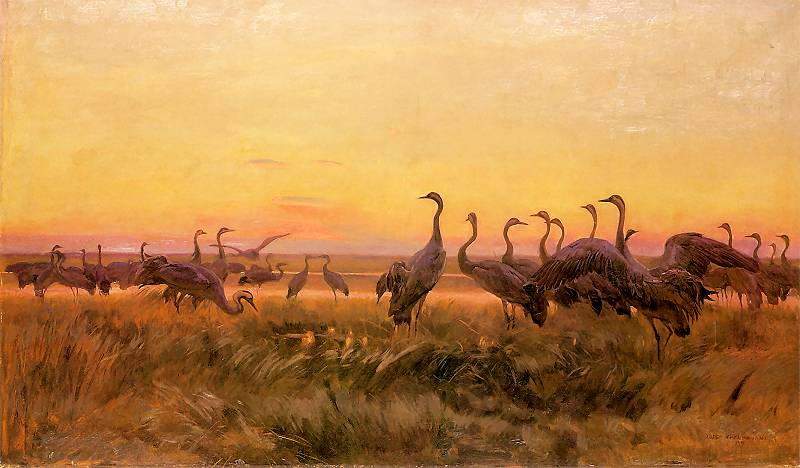
Привітання сонця. Журавлі.
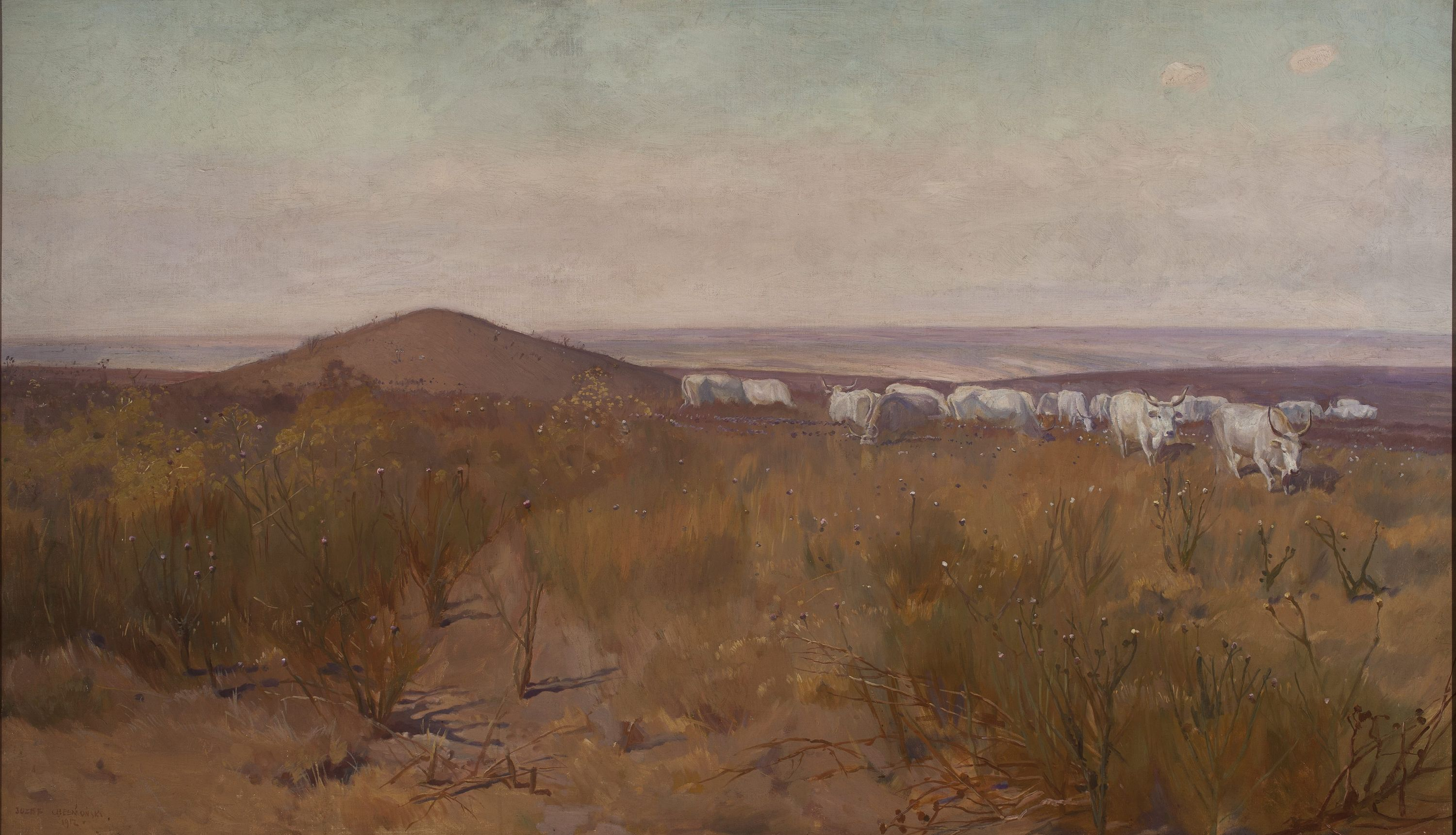
Могила, 1912
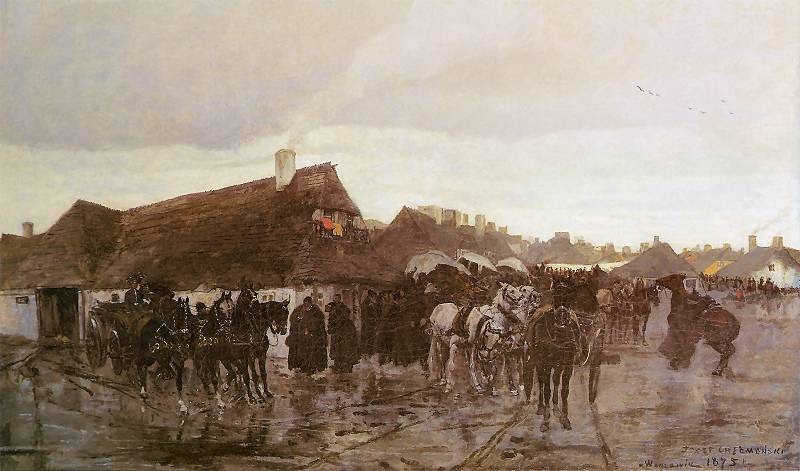
Волинське містечко, 1875
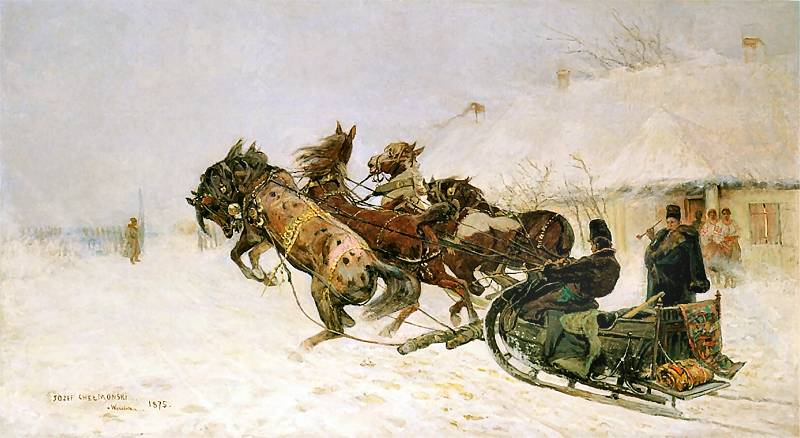
Сани перед двором, 1875
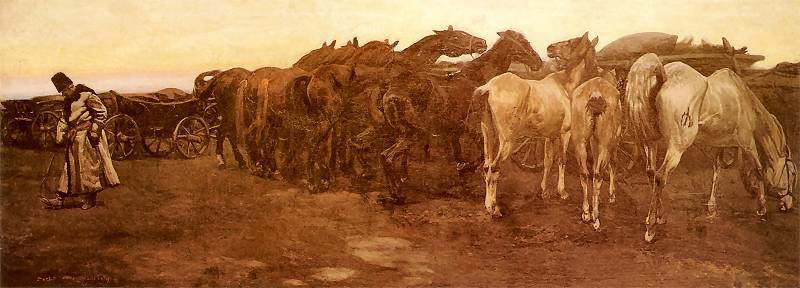
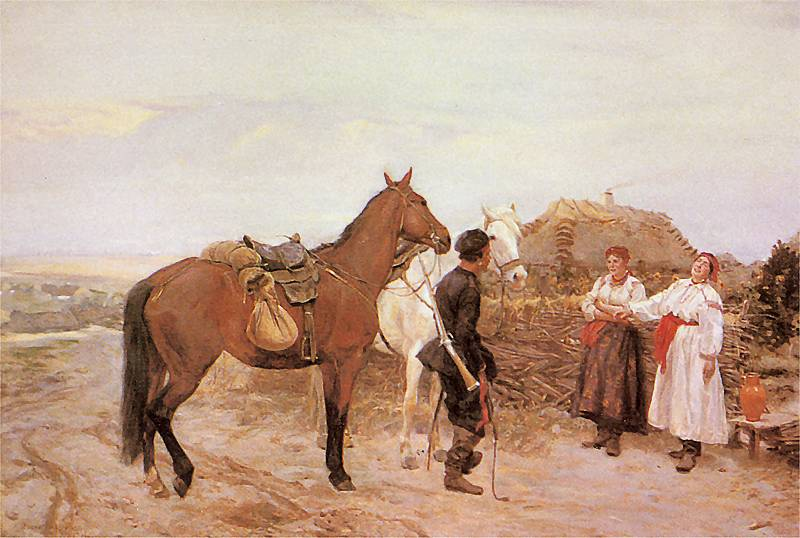
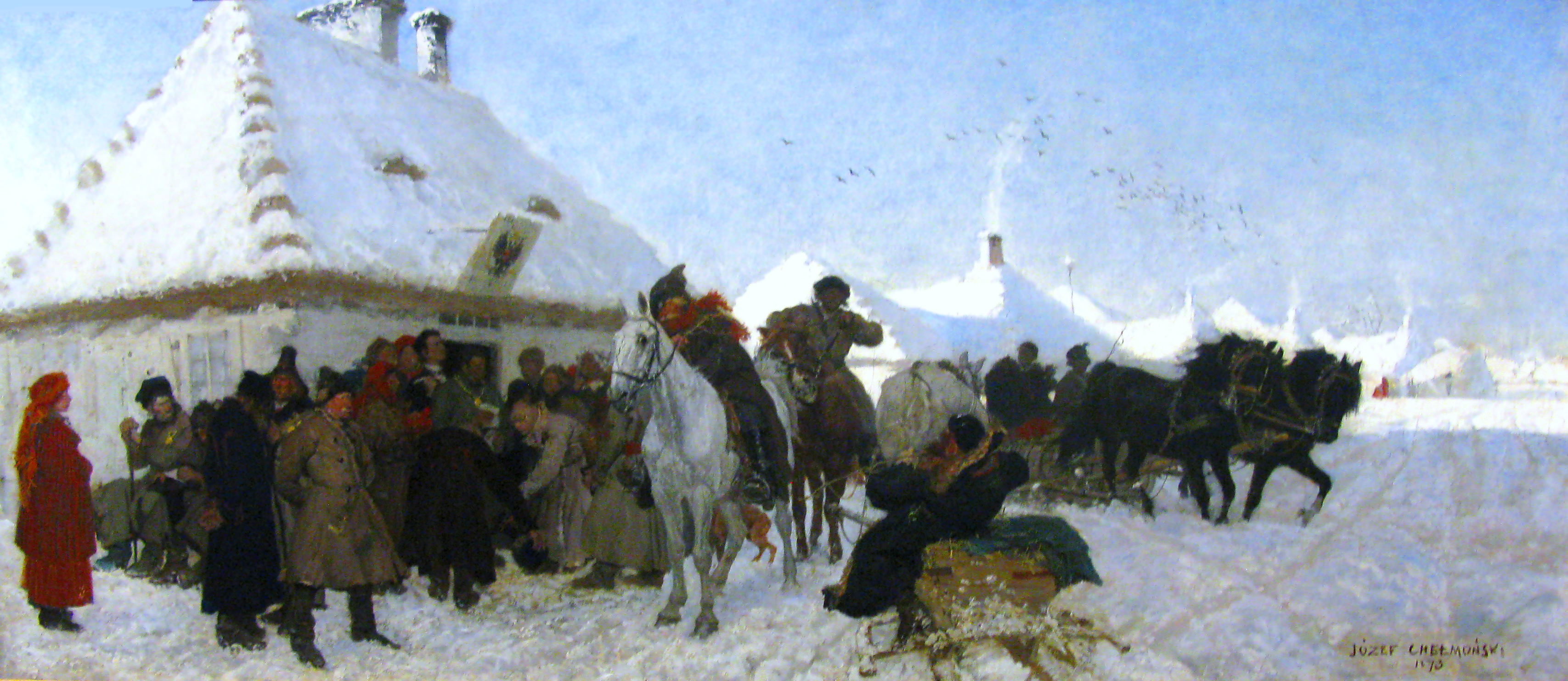
Справа перед війтом
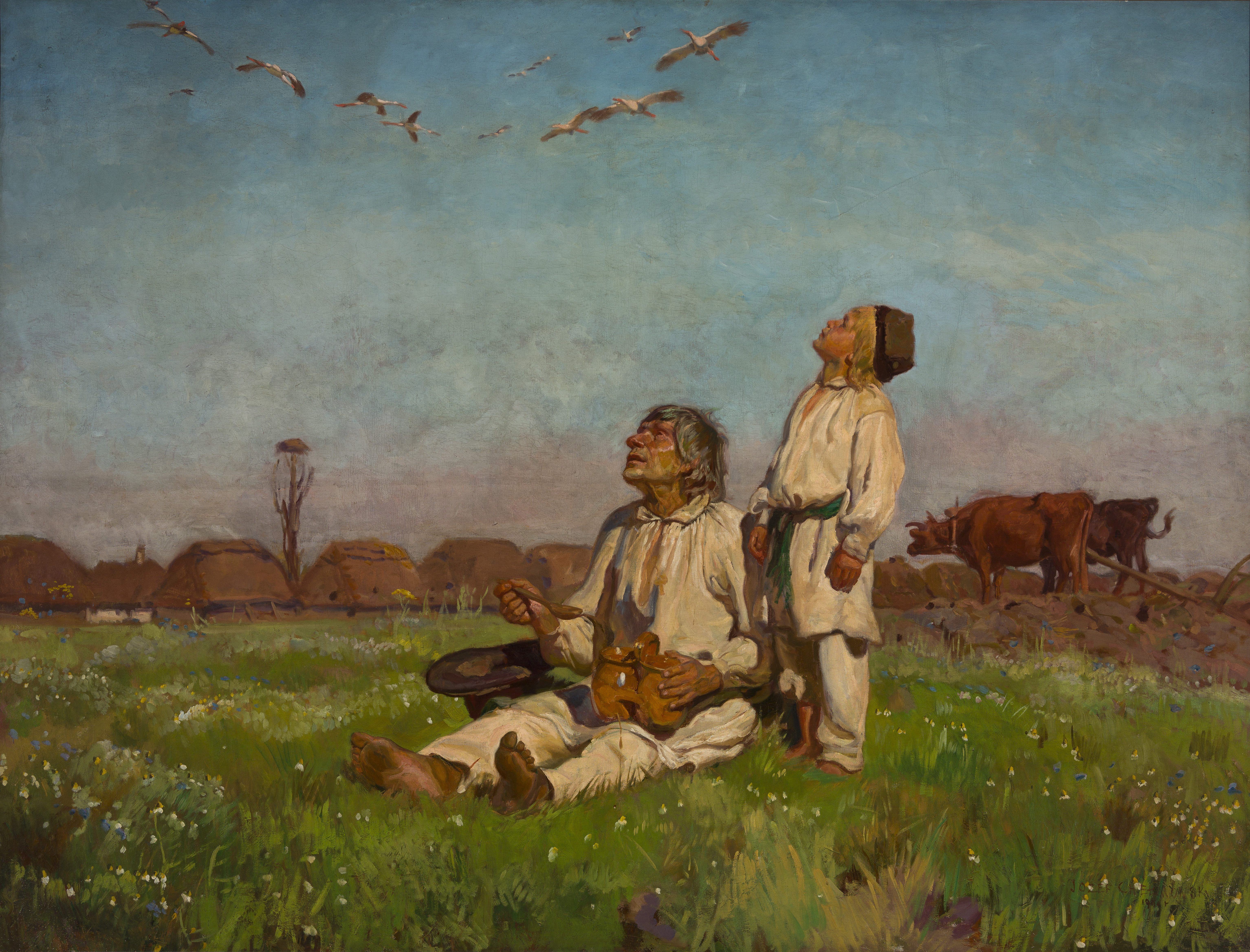
Лелеки
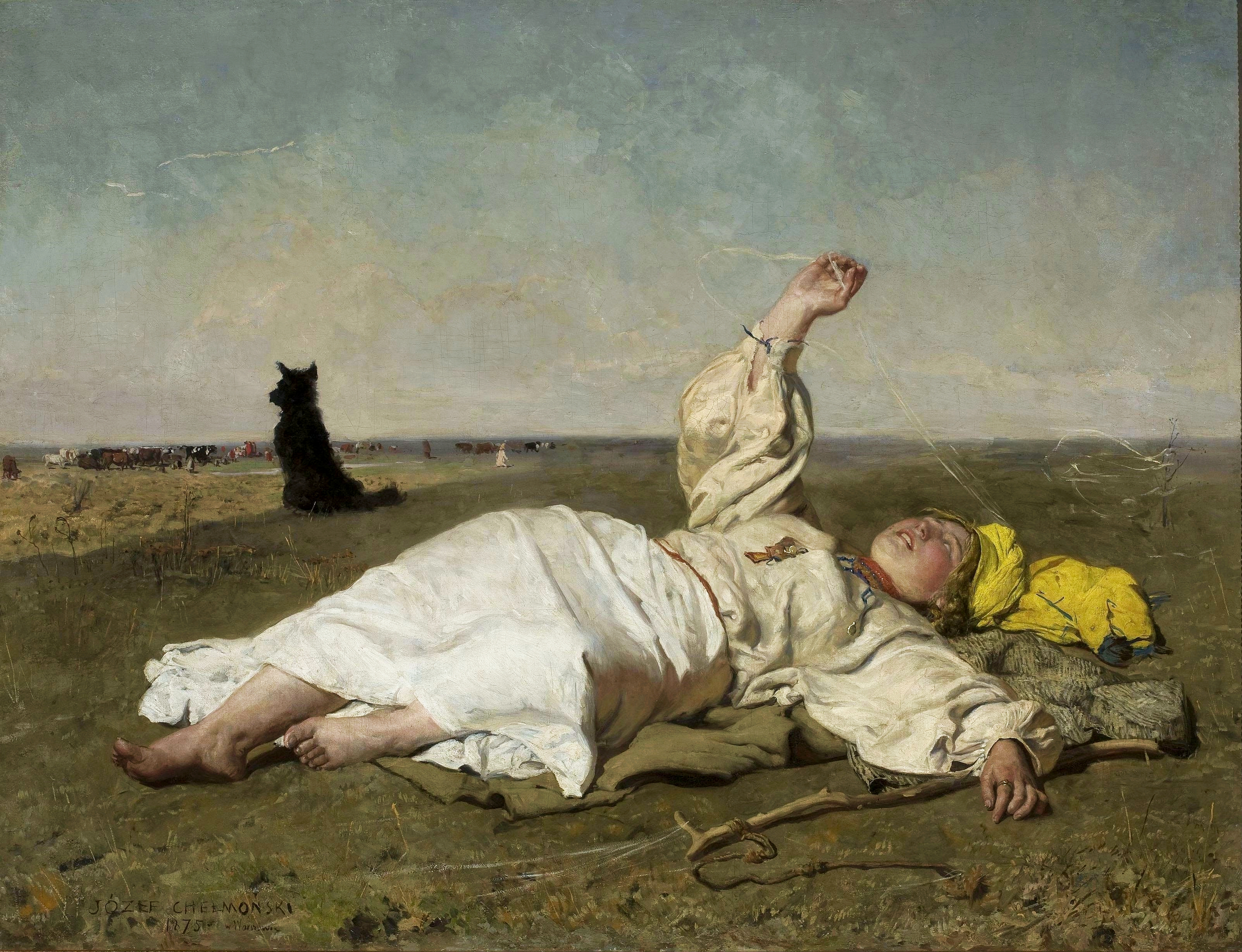
Бабине літо
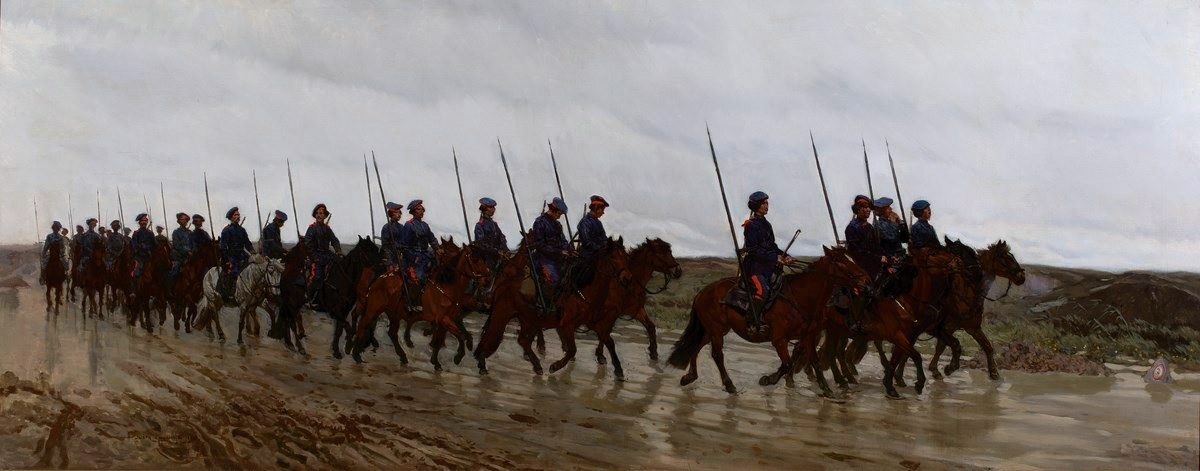
Козаки